# Pugó del cotoner
El pugó del cotoner (Aphis gossypii) és una espècie d'hemípter esternorrinc de la família Aphididae. A més del cotoner, que li va donar el nom, és una plaga polífaga de cucurbitàcies, rutàcies i malvàcies i una espècie invasora de Catalunya. A més dels estralls directes que provoca, és un important vector del virus de la malaltia de la tristesa dels citrics.

## Descripció
La femella àptera té un cos ovoide d'uns dos mil·límetres de longitud en diferents tonalitats de verd. Les potes són grogues, així com les antenes que tenen una longitud de tres quarts de la longitud del cos. Els àpexs del fèmur, tèbia i tarsos són negres. Els sifons són cilíndrics i negres amples a la base i d'una longitud d'un cinquè de la del cos aproximadament. Les femelles amb ales tenen el cos fusiforme. El seu cap i tòrax són negres, l'abdomen verd groguenc amb taques negres en els laterals i les antenes són més llargues que les de les femelles àpteres. El color de les nimfes és variable, de diferents tipus de verd, marró o gris. Sovint tenen el cap fosc, el tòrax, la inserció de les ales i la porció distal de l'abdomen són normalment verd fosques. El cos no té gaire lluentor, ja que sol estar cobert amb secrecions de cera. Els ous són ovalats, de color groc al moment de la posada però aviat passen al negre brillant. Passen l'hivern en forma d'ou i apareixen al principi de la rebrotada.

## Distribució
No se sap exactament d'on és oriünd, però per ara és molt present en regions tropicals i temperades, excepte a l'extrem nord a ambdues hemisferis. A Europa meridional viu a l'exterior, però més al nord, només sobreviu sota hivernacles.

## Plantes hostes
Aquesta espècie de pugó té un ventall molt ample d'hostes, probablement de fins a set-centes espècies vegetals arreu del món. Entre les cucurbitàcies cultivades pot afectar seriosament al meló d'alger, cogombre i meló, afectant menys a carabasseta i carabassa. Altres cultius als que afecta són: espàrrec, pebrera, albergina, bajoca, remolatxa, carlota, api, julivert, nap, pèsol, rave, tomata i ocra. Altres cultius importants on es pot trobar sovint són als hibiscus, cítrics i al cotó.
Sovint passen l'hivern en forma d'ou en llengua de bou (Rumex crispus), ortiga borda (Lamium amplexicaule), canabassa blanca (Eupatorium album) i en diverses espècies de cítrics.

## Mesures agronòmiques
El pugó ha desenvolupat ràpidament resistència a molts insecticides. Només s'han d'utilitzar en casos extrems, i de preferència en un sistema de control integrat posant l'èmfasi en el control biològic. Com enemics naturals eficients sobretot en cultius en hivernacles, hi ha les vespes parasitoides (Aphidius colemanior, Lysiphlebus testaceipes, Aphelinus gossypii), ceratopogònids (Aphidoletes aphidimyza), antocòrids, marietes (Propylea quatuordecimpunctata), coccinèl·lids (Scymnus spp.), neuròpters (Chrysoperla carnea), bracònids (Lysiphlebus testaceipes) i alguns fongs entomopatògen (Neozygites fresenii).

## Galeria

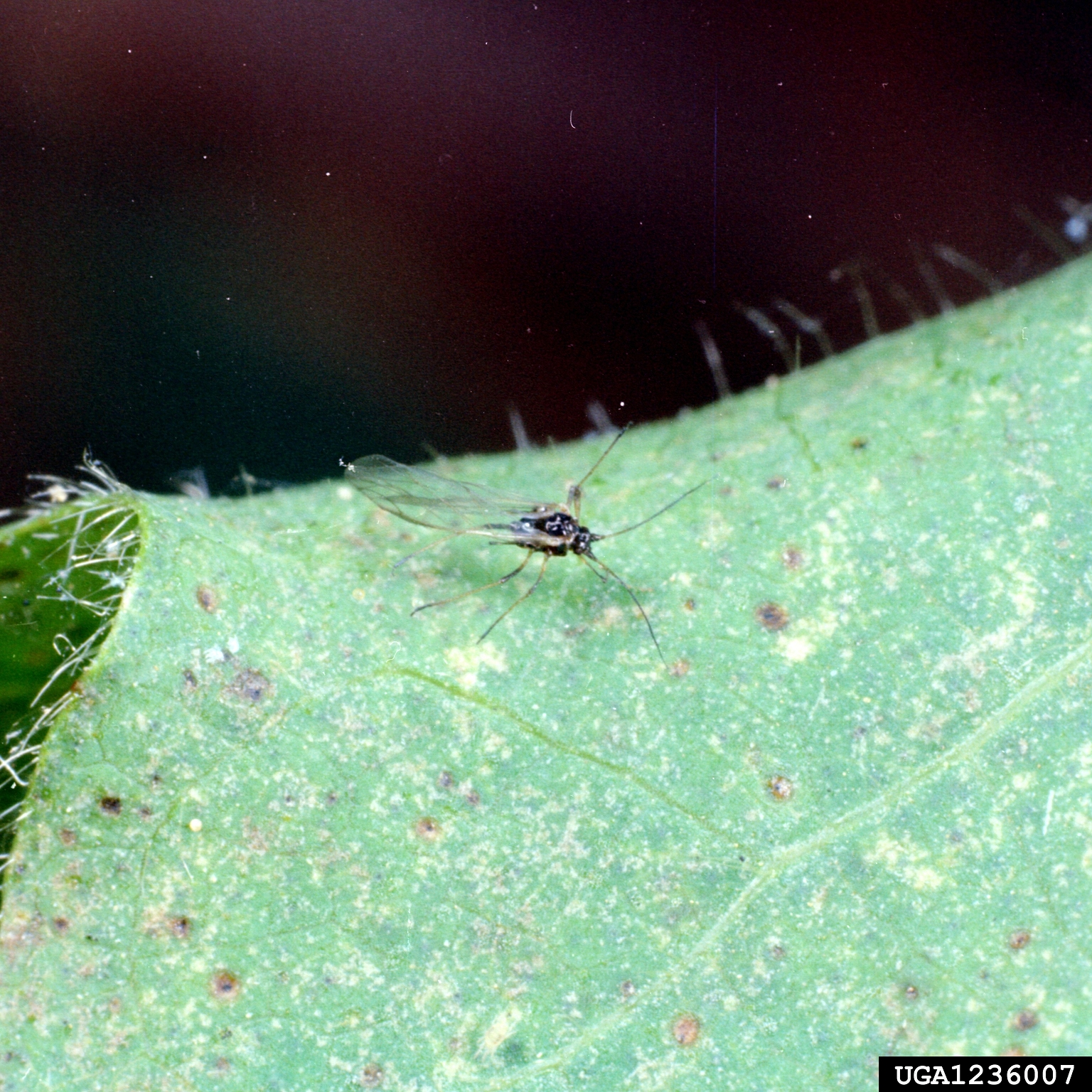
Femella alada
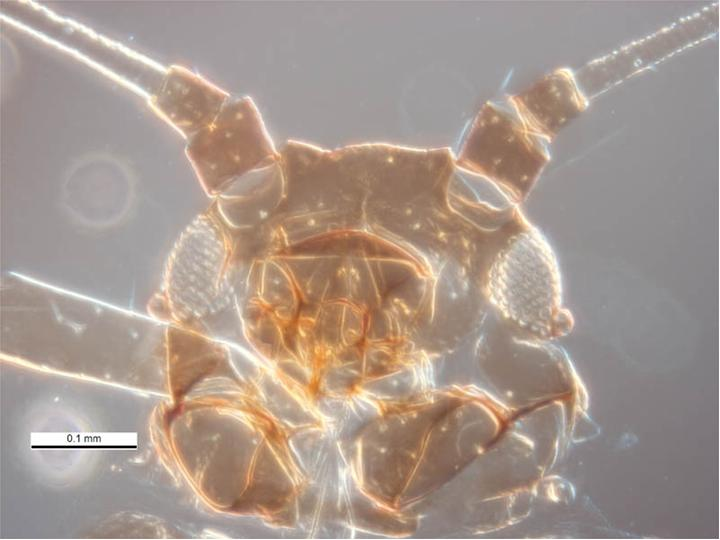
Cap de femella àptera
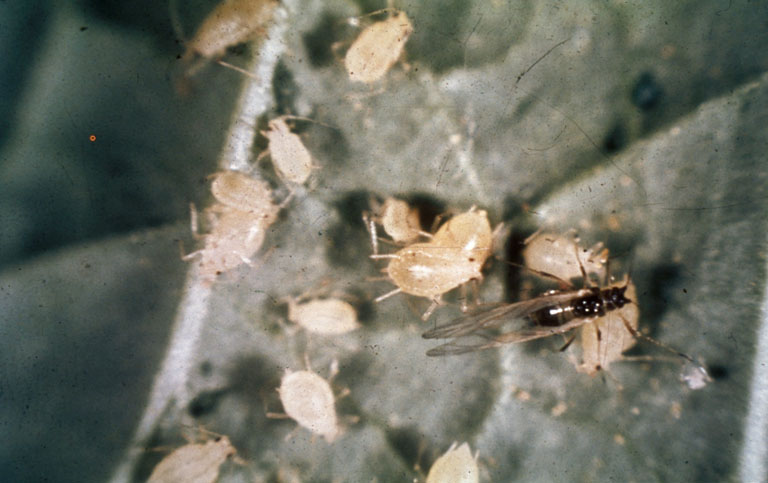
Colònia sobre cotó